# Maruta
Maruta – imię żeńskie pierwotnie pochodzenia perskiego, oznaczające "boża posłanka". Patronem tego imienia jest św. Marut z Mezopotamii.
Maruta imieniny obchodzi 16 lutego i 4 grudnia.
Męskie odpowiedniki: Marut, Marutas.